# Laverton
Laverton é um subúrbio de Melbourne, Vitória, Austrália, 17 km a sudoeste do Distrito Central de Negócios de Melbourne, localizado na área do governo local da cidade de Hobsons Bay e Wyndham. Laverton registrou uma população de 4.915 no censo de 2016.